# Nhơn Ninh
Nhơn Ninh là một xã thuộc tỉnh Tây Ninh, Việt Nam.
Xã Nhơn Ninh có diện tích 37,43 km², dân số năm 1999 là 9484 người, mật độ dân số đạt 253 người/km².